# Зверинец (Киев)
Зверинец (укр. Звіри́нець) — историческая местность на территории Печерского района города Киева.
Располагается между улицами Михаила Бойчука, Петра Болбочана, Железнодорожным и Надднепрянским шоссе.
Во времена Киевской Руси здесь были густые леса, богатые дичью (зверем). Отсюда и название «Зверинец». Тут любили охотиться киевские князья.
На Зверинце находился загородный дворец великих киевских князей — Красный двор. История Зверинца связана с именами князей Юрия Долгорукого и Данилы Галицкого. Последний был здесь проездом в 1250 году, уже после татаро-монгольского нашествия на Киев. На Зверинце было возникло небольшое поселение, принадлежавшее Выдубицкому монастырю.
На Зверинце сооружались различные фортификационные укрепления. После основания в 1810 году Зверинецкой крепости местные территории начали осваиваться под застройку. В конце XIX века на одном из зверинецких холмов был построен Троицкий Ионинский монастырь.
В начале XX века территория Зверинца была густо застроена небольшими домами и усадьбами, но в июне 1918 года в результате взрывов зверинецких артиллерийских складов почти весь здешний жилищный фонд был разрушен.
Новая жилищная застройка особенно широко развернулась в этих краях после Второй мировой войны.
На территории Зверинца находится Зверинецкий пещерный монастырь, служивший местом жительства и подвижничества монахов с XII столетия. Во время татаро-монгольского нашествия монастырь и подземная усыпальница были разрушены. Позднее о его существовании забыли, и лишь в 1888 году, при добыче глины, случайно обнаружилась уцелевшая при обвалах подземная церковь. Здесь сохранились иконы, настенные надписи и предметы монастырского обихода, а также большое кладбище, хранящее останки монахов. С тех пор Зверинецкие пещеры привлекли внимание археологов, чьими стараниями подземный монастырь был расчищен и укреплен, а также верующих и простых обывателей. В советское время пещерам присвоен статус Памятника археологии национального значения, в конце 1990-х годов монахами Ионинского монастыря были возобновлены богослужения в пещерном храме св. Архангела Михаила.
На территории Зверинца в 1964 году был открыт Центральный республиканский ботанический сад Академии наук УССР, славящийся своим сирингарием (садом сирени), расположенном на днепровских склонах. С аллей сирингария открывается красивый вид на Выдубицкий монастырь и Днепр.
С середины 2000-х годов в районе Зверинца строится баптистский храм «Мира, любви и единства».
Вдоль улицы Тимирязевской, за забором ботанического сада протекает ручей.